# Le Passage obligé
Le Passage obligé est un roman de Michel Tremblay, paru en 2010. Il s'agit du quatrième des neuf tomes qui composent la saga de « La Diaspora des Desrosiers ».

## Résumé
En 1916, Nana a quitté l'école et est sur le point de sortir de l'adolescence. Elle est chargée de s'occuper de ses deux sœurs et de son petit frère Théo, mais aussi de Joséphine, sa grand-mère mourante dans sa maison de la Saskatchewan. Afin de tempérer les émotions et la tristesse qui la submergent, elle se plonge dans la lecture du cahier de Josaphat-le-Violon et des trois contes fantastiques qu'il contient. Encore une fois, la littérature sera source pour elle de révélations qui, sans qu'elle le devine, influenceront toute son existence. Entre le monde de l'enfance et celui des adultes, le temps est venu pour elle du passage obligé et c'est la littérature qui guide ses pas, car Maria Desrosiers, sa mère qui habite de nouveau seule à Montréal, a d'autres préoccupations. Elle se morfond dans un quotidien sans issue, tiraillée entre la volonté de rassembler autour d'elle ses enfants et le doute persistant qu'elle a de pouvoir s'en occuper comme il se doit. Femme rebelle, en quête d'un meilleur qui lui échappe et d'un ailleurs inaccessible, elle aimerait saisir l'« opportunity », dont parlent les Américains, qui ne surgit qu'une fois dans une vie. Le retour du père de Théo, Monsieur Rambert, dans sa vie va lui en donner la possibilité.